# Igarapava (ort)
Igarapava är en ort i Brasilien.   Den ligger i kommunen Igarapava och delstaten São Paulo, i den sydöstra delen av landet, 500 km söder om huvudstaden Brasília. Igarapava ligger 572 meter över havet och antalet invånare är 29 057.
Terrängen runt Igarapava är platt västerut, men österut är den kuperad. Igarapava är det största samhället i trakten.
Omgivningarna runt Igarapava är en mosaik av jordbruksmark och naturlig växtlighet. Runt Igarapava är det ganska tätbefolkat, med 65 invånare per kvadratkilometer.